# Соколово (фильм)
«Соколово» (чеш. Sokolovo) — советско-чехословацкий художественный фильм режиссёра Отакара Вавры. Фильм является второй частью трилогии, которую вместе с ним составляют фильмы «Дни предательства» и «Освобождение Праги».

## Сюжет
События фильма происходят во время Великой Отечественной войны. В 1942 году в Бузулуке из добровольцев — граждан Чехословакии — формируется чехословацкий батальон под командованием Людвика Свободы.
Чехословацкие патриоты активно действуют и в самой Чехословакии — в мае 1942 года в пригороде Праги местные подпольщики совершают успешное покушение на фашистского наместника Чехии Рейнхарда Гейдриха. В день похорон Гейдриха фашистские каратели устраивают акцию возмездия в деревне Лидице — расстреливают всех мужчин, а женщин отправляют в концлагеря. Полные решимости и желания как можно скорее отомстить фашистам, бойцы батальона просятся на фронт.
В январе 1943 года после торжественного вручения боевого знамени воинскую часть отправляют на фронт. В феврале в сильные морозы батальон совершает 350-километровый пеший переход от станции Валуйки до Харькова. 8 марта 1943 года в бою у села Соколово, сражаясь вместе с советскими частями, чехословацкий батальон получает своё боевое крещение.

## В ролях
- Ладислав Худик — Людвик Свобода
- Богуш Пасторек — Клемент Готвальд
- Мартин Штепанек — Отакар Ярош
- Юрий Соломин — генерал Шафаренко
- Владимир Самойлов — генерал-лейтенант
- Николай Ерёменко (старший) — подполковник Загоскин
- Штефан Квиетик — Игнат Шпигел
- Ян Каниза — Вацлав Ратай
- Рудольф Елинек — Антонин Сохор
- Ладислав Лакоми — Гуго Редиш
- Эмиль Хорват — ефрейтор Даниш
- Рената Долежелова — Анка Кадлецова
- Гелена Кухарикова — Бетка Прекопова
- Иржи Крампол — Карел Горак
- Ярослава Тиха — Божена Горакова
- Ярослав Розсвил — Антонин Горак
- Витезслав Яндак — Станислав Горак
- Лев Иванов — зам. наркома иностранных дел
- Иван Рыжов — полковник Билютин
- Юрий Назаров — старший лейтенант Филатов
- Семён Морозов — старшина-артиллерист
- Любовь Соколова — учительница
- Раиса Пироженко — хозяйка хаты
- Жанна Прохоренко — сестра хозяйки
- Геннадий Юхтин — раненый старший лейтенант
- Иржи Плескот — Эдвард Бенеш
- Владимир Раж — генерал Ингр
- Ханньо Хассе — Рейнхард Гейдрих
- Г. Цишов — Карл Герман Франк
- Алексей Чернов — механик

В съёмках принимали участие войска Киевского и Московского военных округов и части Чехословацкой народной армии (информация приведена по титрам фильма)